# 桜田 (さいたま市)
桜田（さくらだ）は、埼玉県さいたま市桜区の町丁。現行行政地名は桜田一丁目から桜田三丁目。住居表示実施地区。郵便番号は338-0833。

## 地理
さいたま市の南西部・桜区中央部の沖積平野に位置している。北から時計回りに町谷・西堀・田島・新開・道場と隣接する。地内は全域が市街化区域で、北部は準工業地域、南部は第一種住居地域に指定されている。土地利用としては、南部を中心に主に住宅地である。

### 河川
- 鴻沼川
- 油面川

## 歴史

### 沿革
- 1985年（昭和60年）8月1日 - 住居表示実施により、浦和市大字西堀の一部から桜田一丁目 - 三丁目が成立[6]。
- 1998年（平成10年）5月18日 - 地内に首都高速埼玉大宮線が開通する。
- 2001年（平成13年）5月1日 - 浦和市・大宮市・与野市が合併し、さいたま市が発足。同市の町丁となる。
- 2003年（平成15年）4月1日 - さいたま市が政令指定都市へ移行し、同市桜区の町丁となる。

### 地名の由来
桜田は、大字西堀の小字であった桜田から住居表示を実施するにあたり設置された。桜田の由来は、この地に桜と田圃（たんぼ）の風景が広がっていたことから。

## 世帯数と人口
2017年（平成29年）9月1日時点の世帯数と人口は、以下のとおりである。
| 丁目       | 世帯数    | 人口    |
| ---------- | --------- | ------- |
| 桜田一丁目 | 355世帯   | 828人   |
| 桜田二丁目 | 556世帯   | 1,261人 |
| 桜田三丁目 | 169世帯   | 373人   |
| 計         | 1,080世帯 | 2,462人 |

## 小・中学校の学区
市立小・中学校に通う場合、学区（校区）は以下のとおりとなる。
| 丁目       | 区域 | 小学校                 | 中学校                 |
| ---------- | ---- | ---------------------- | ---------------------- |
| 桜田一丁目 | 全域 | さいたま市立新開小学校 | さいたま市立田島中学校 |
| 桜田二丁目 | 全域 | さいたま市立新開小学校 | さいたま市立田島中学校 |
| 桜田三丁目 | 全域 | さいたま市立新開小学校 | さいたま市立田島中学校 |

## 交通

### 鉄道
- 地内に鉄道路線は通っていない。最寄り駅は、全域が東日本旅客鉄道（JR東日本）武蔵野線の西浦和駅である。

### バス路線
桜田二丁目に国際興業バス西浦和営業所があり、「西浦和車庫」停留所を起終点とする以下の路線が運行されている。
- 浦11-2：浦和駅西口 - 県庁前 - 別所沼公園 - 中浦和駅 - 田島 - 西浦和車庫
- 北浦80：北浦和駅西口 - 六間道路 - 大戸 - 南元宿 - 浦和工業高校 - 西堀 - 田島 - 高畠 - 西浦和車庫
- 志01-2：志木駅東口 - 志木市役所 - いろは橋 - 宗岡小学校 - 秋ヶ瀬橋 - 新開入口 - 西浦和車庫

また、新開通りにさいたま市桜区コミュニティバスが運行されている。
- 市民医療センター - 大久保団地西 - 埼玉大学 - 桜区役所 - 新開交番前 - 田島団地 - 西浦和駅 - 中浦和駅
  - 国際興業バス西浦和営業所が運行

### 道路
- 首都高速埼玉大宮線
- 国道17号新大宮バイパス
- 新開通り[10]

## 施設
二丁目
- 国際興業バス西浦和営業所
- 桜田自治会館
- 浦和西警察署 新開交番
- 桜田2丁目公園

三丁目
- 浦和総合流通センター（浦和中央青果市場・浦和卸売市場）
- 東京電力パワーグリッド秋ヶ瀬変電所
- 西堀保育園